# 성소수자 과학인

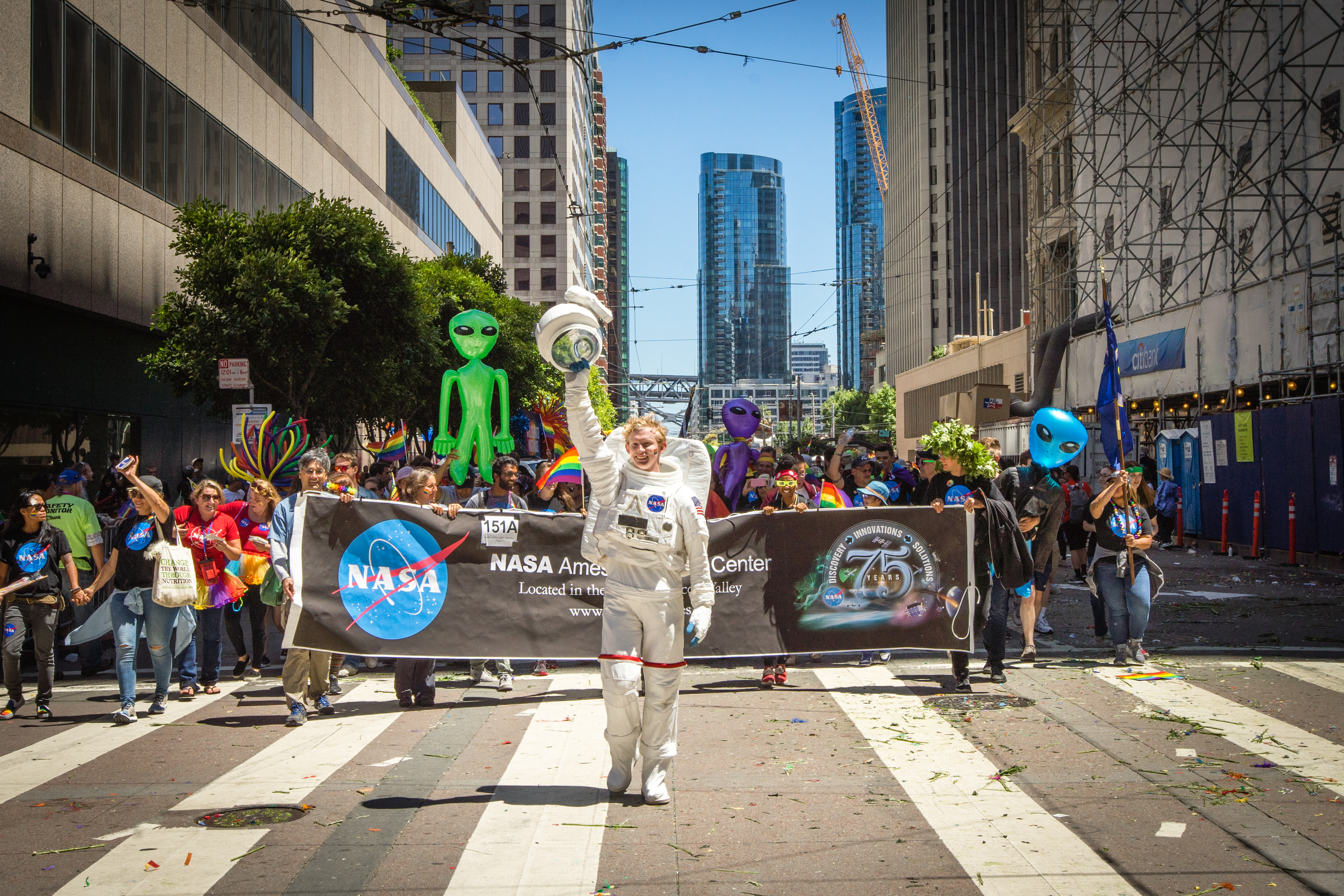
실리콘 밸리의 NASA 프라이드 퍼레이드

성소수자 과학인은 과학에 종사하는 학생, 전문가이고, 모든 성소수자인 사람들이다.
성소수자들이 과학에서 공부하거나 직업을 갖지 말라는 전통과 기대가 있다. 2016에 미국 물리 학회 (American Physical Society)는 성소수자과학자들이 어떠한 방식으로 성소수자가 아닌 과학자들보다 더 어려운 직업 경험을 가지게 되는지 발표했다.
일부 활동가들은 성소수자 과학자 롤모델이 얼마나 눈에 띄는지가 다른 성소수자학생들이 과학계로 진입하는데 기여하는지 가능성을 추측해왔다.
미국 학부생에 대한 2015년 설문 조사 보고서에 따르면 과학계의 게이 (gay) 학생들은 비성소수자 학생들보다 전공 과목을 과학 외 주제로 바꿀 가능성이 더 컸다. 성소수자 문제를 연구하는 일부 학자들은 성소수자 학생들이 과학을 공부하는 과정에서 (성소수자가 아닌 사람들이 경험하지 못하는) 사회적 장벽을 만난다고 설명했다. 다양한 활동가 단체들은이 연구를 사회적 변화가 성소수자들이 과학 분야에서 공부하고 직업을 가질 수있는 동등한 기회를 줄 수 있다는 주장의 근거로 사용하고 있다.
다양한 대학들은 성소수자들이 과학에서 잘 드러나지 않고 있다는 것을 인식하고, 성소수자 학생들이 더 많은 과학 프로그램에 참여하도록 장려하는 프로그램을 가지고 있다.
나사 직원들은 매년 게이 프라이드 퍼레이드 행사를 개최한다.

## 같이 보기
- 게이 프라이드
- LGBT의 역사

## 추가 자료
- Welton, Tom (2014년 2월 14일). “Gay prejudice? It's not easy admitting you're … a scientist”. 《the Guardian》 (영어).
- Barres, Ben; Montague-Hellen, Beth; Yoder, Jeremy (2017년 4월 4일). “Coming out: the experience of LGBT+ people in STEM”. 《Genome Biology》 18 (1). doi:10.1186/s13059-017-1198-y. PMID 28372568.
- Scarpelli, Andrew (2017년 10월 19일). “How I realized that LGBT+ scientists like me can inspire others in their field”. 《Massive》.